# Ek Main Aur Ekk Tu
Ek Main Aur Ekk Tu è un film del 2012 diretta da Shakun Batra.

## Trama
Depresso per aver perso il suo lavoro redditizio come architetto a Las Vegas e stanco di dare cattive notizie ai suoi genitori esigenti, il ventiseienne Rahul Kapoor si lascia andare in un selvaggio Natale con la spiritosa estetista Riana Braganza, risvegliandosi la mattina seguente sposati. Nel frattempo, mentre gli sposi per errore, devono aspettare 10 giorni per annullare il matrimonio, la loro amicizia tenue si evolve in qualcosa di simile al vero amore.

## Colonna sonora
1. Benny Dayal, Anushka Manchanda – Ek Main Aur Ekk Tu – 4:22
2. Amit Trivedi, Shilpa Rao, Nikhil D'Souza – Gubbare – 4:31
3. Ash King – Aunty Ji – 4:34
4. Karthik, Shilpa Rao – Aahatein – 4:27
5. Vishal Dadlani, Shilpa Rao – Kar Chalna Shuru Tu – 4:56
6. Benny Dayal, Anushka Manchanda, Shefali Alvares – Ek Main Aur Ekk Tu (Remix) – 4:08
7. Shekhar Ravjiani, Shilpa Rao – Aahatein" (remix) – 3:37